# Zoo (série télévisée)
Pour les articles homonymes, voir Zoo.
Zoo est une série télévisée américaine en 39 épisodes de 42 minutes, librement basée sur le roman Zoo de James Patterson et diffusée entre le 30 juin 2015 et le 21 septembre 2017 sur le réseau CBS et en simultané sur le réseau CTV au Canada.
En Belgique, la série est diffusée depuis le 29 novembre 2015 sur RTL-TVI, et en France depuis le 1er décembre 2015 sur TF1, au Québec, depuis le 1er juin 2016 sur Séries+ ; elle reste inédite dans les autres pays francophones.

## Synopsis
Aux quatre coins du monde, les animaux se mettent à devenir extrêmement agressifs envers l'Homme pour une raison inconnue. Au Botswana, le biologiste américain Jackson Oz est témoin d'une violente attaque de lions et sauve une touriste française, Chloé Tousignant, qui n'est autre qu'une agent des services secrets français. Au même moment à Los Angeles, la journaliste/blogueuse Jamie Campbell tente de faire tomber Reiden Global, une puissante compagnie de biotechnologie aux méthodes douteuses…

## Distribution

### Acteurs principaux
- James Wolk (VF : Alexis Victor) : Jackson Oz
- Nora Arnezeder (VF : Noémie Orphelin) : Chloé Tousignant (saisons 1 et 2)
- Nonso Anozie (VF : Gilles Morvan) : Abraham Kenyatta
- Kristen Connolly (VF : Olivia Nicosia) : Jamie Campbell
- Billy Burke (VF : Pierre Tessier) : Mitch Morgan
- Alyssa Diaz (VF : Céline Melloul) : Dariela Marzan (depuis la saison 2)
- Josh Salatin (VF : Benjamin Penamaria) : Edward Robert Collins / Logan Jones (depuis la saison 2)
- Gracie Dzienny (VF : Maryne Bertieaux) : Clémentine Lewis, adulte (invitée saison 2, principale saison 3)

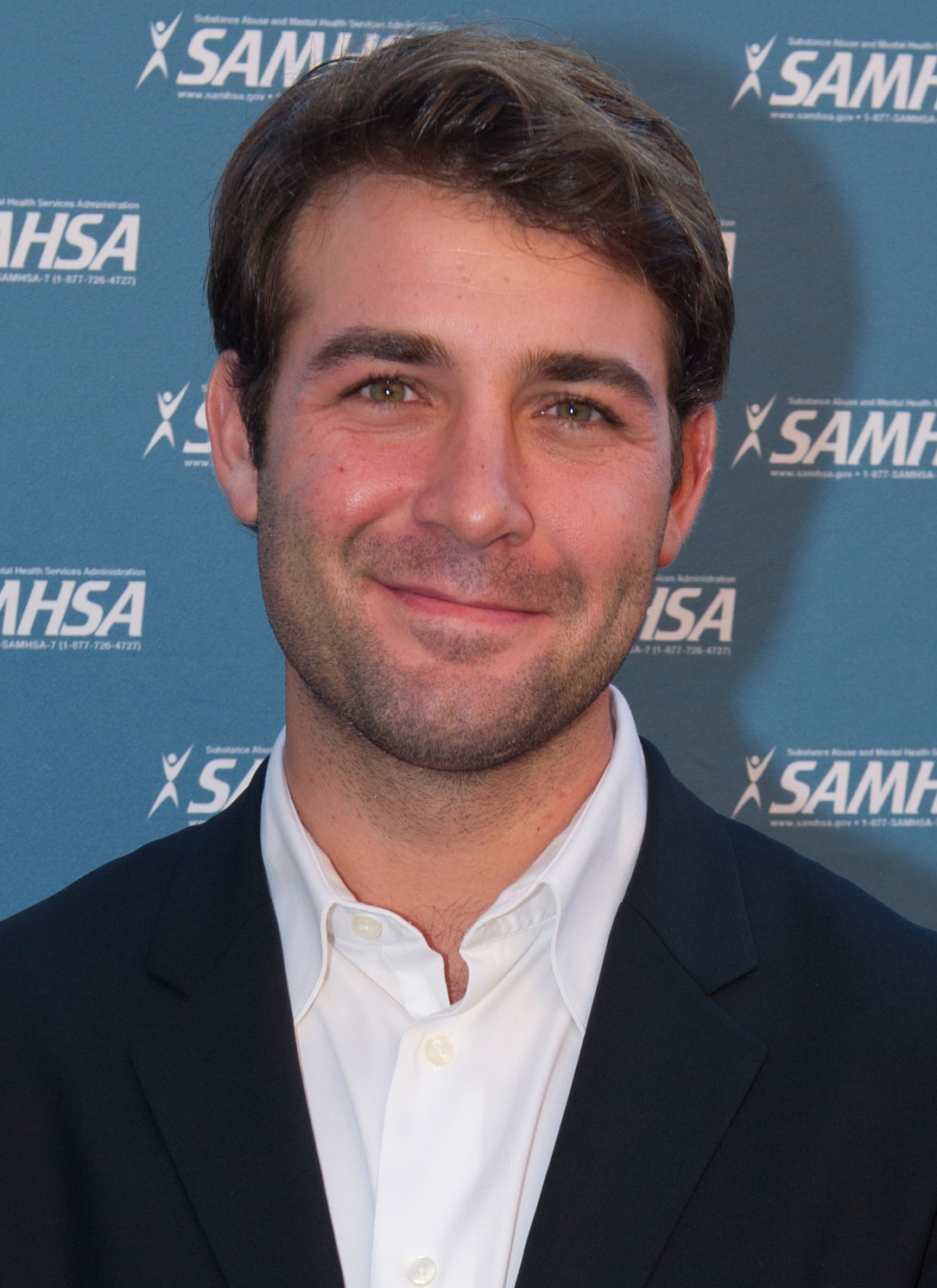
James Wolk interprète Jackson Oz.
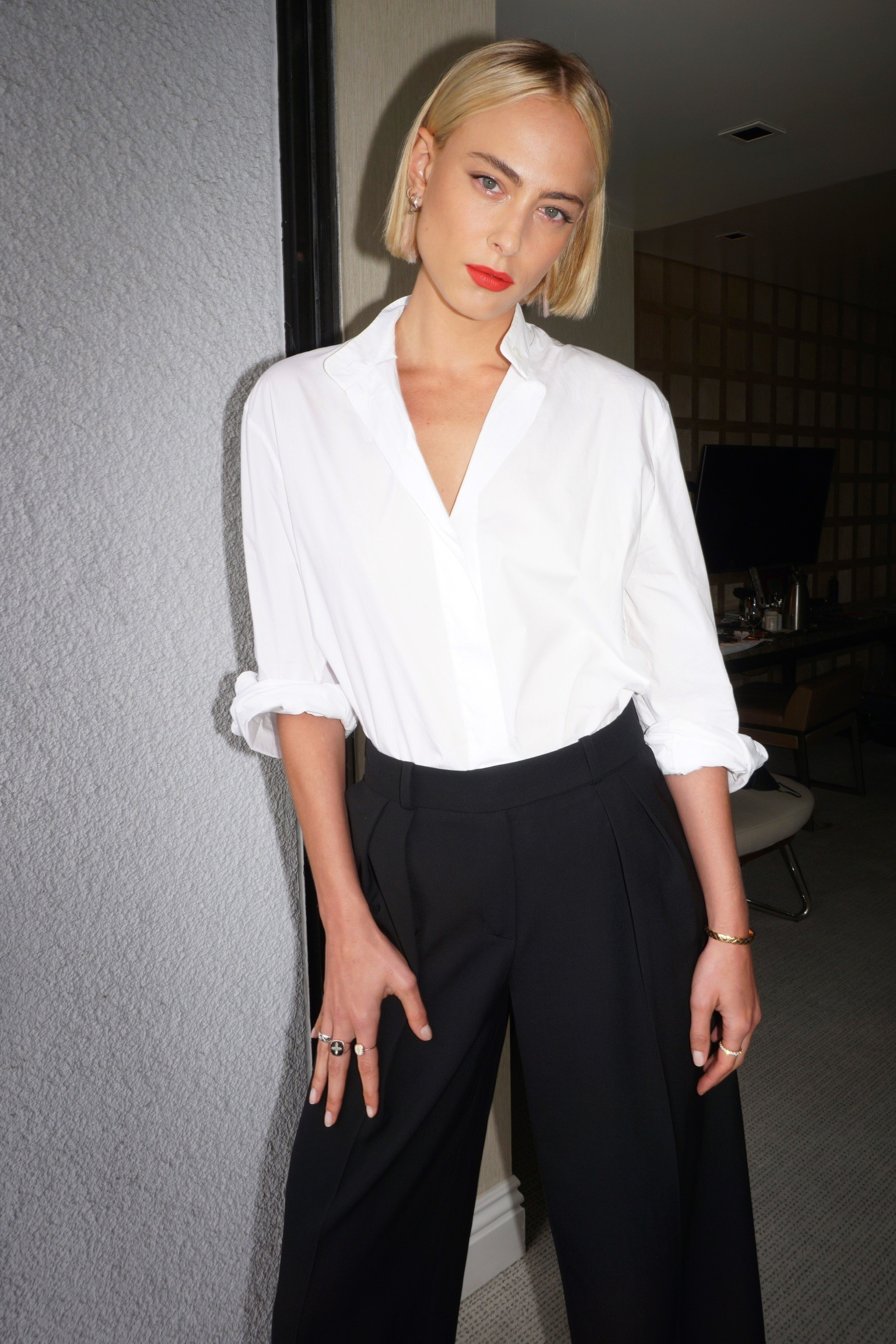
Nora Arnezeder interprète Chloé Tousignant.
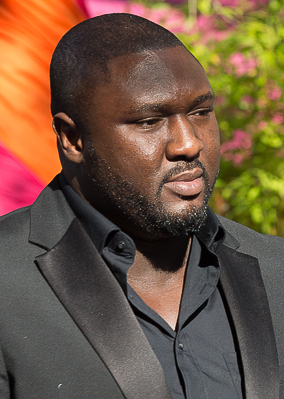
Nonso Anozie interprète Abraham Kenyatta.
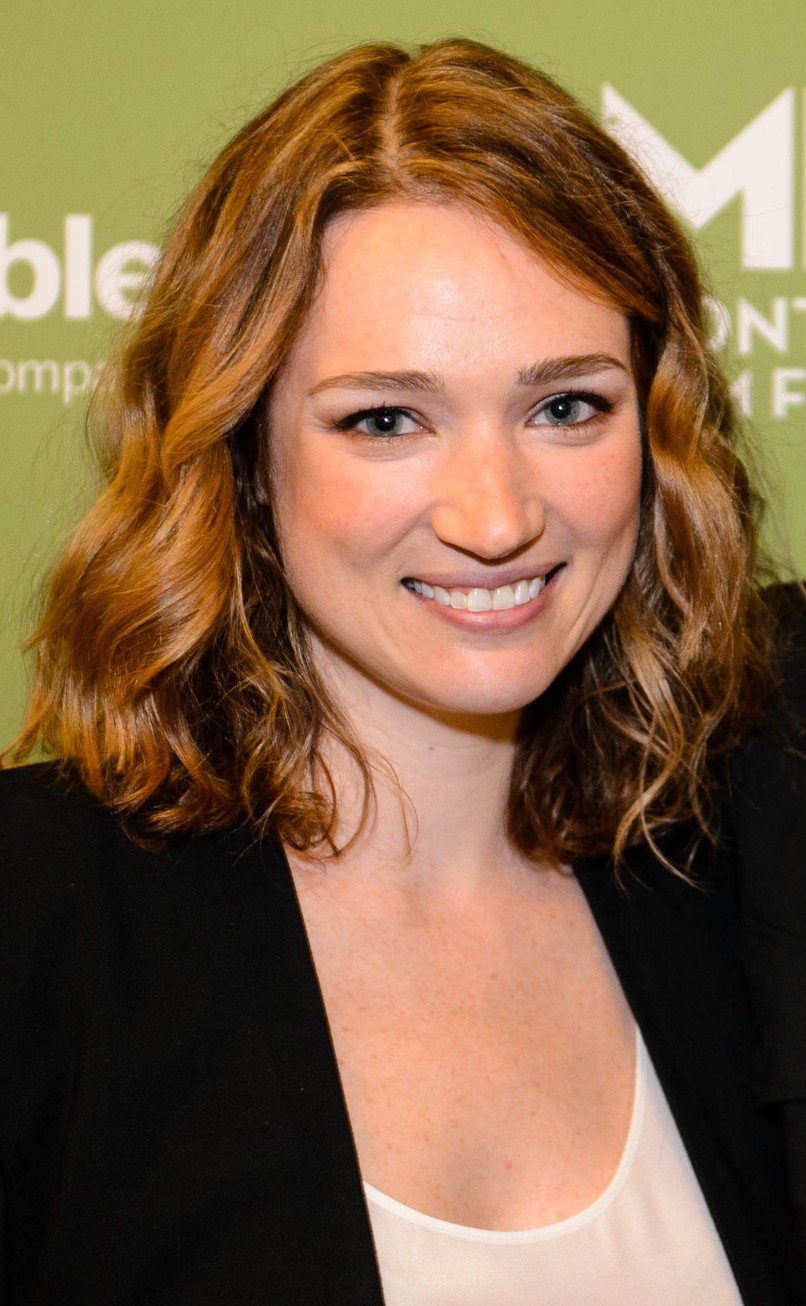
Kristen Connolly interprète Jamie Campbell.
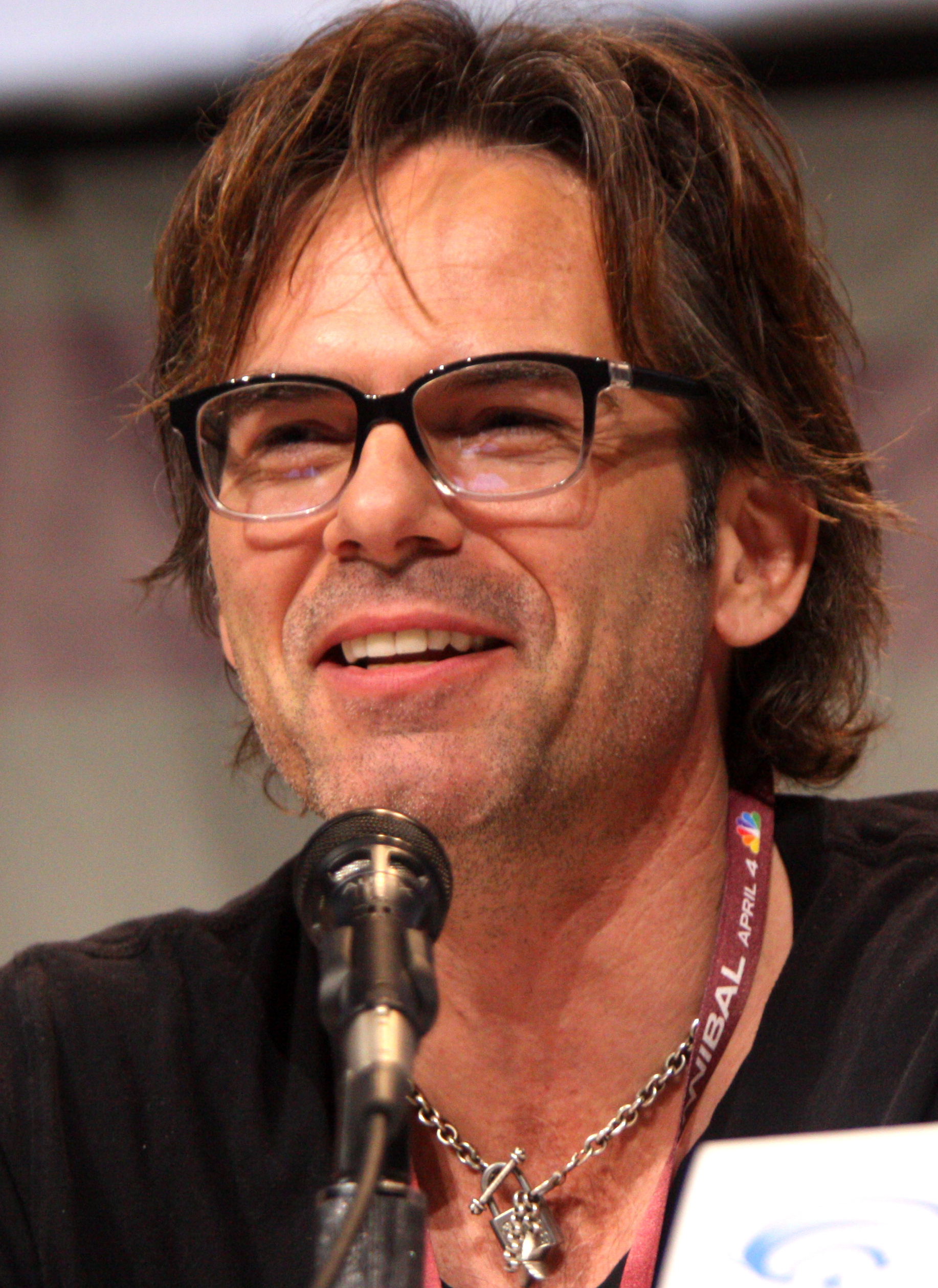
Billy Burke interprète Mitch Morgan.

### Acteurs récurrents
- Ken Olin (VF : Michel Dodane) : Professeur Robert Oz (récurrent saisons 1 et 2, invité saison 3)
- Henri Lubatti (VF : Benjamin Pascal) : Gaspard Alves (saison 1)
- Marcus Hester (VF : Olivier Augrond) : Evan Lee Hartley (saison 1)
- Carl Lumbly (VF : Jean-Paul Pitolin) : Thomas Delavenne (saison 1)
- Geoff Stults (VF : Laurent Maurel) : agent Ben Shaffer du FBI (saison 1)
- Madison Wolfe (VF : Maryne Bertieaux) : Clémentine Lewis jeune (saisons 1 et 2)
- Steven Culp (VF : Georges Caudron) : Clayton Burke (saison 1)
- Xander Berkeley (VF : Stefan Godin) : Ronnie « Dogstick » Brannigan (saison 1)
- Benoit Cransac : Pascal (saison 1)
- April Grace (VF : Maïk Darah) : Eleanor Lewis (saison 2)
- Tom Butler (VF : Michel Voletti) : Greg Trotter (saison 2)
- Peter Outerbridge (VF : Hervé Furic) : le général Andrew Davies (saison 2)
- Joanne Kelly (VF : Delphine Braillon) : Allison Shaw, secrétaire-adjoint à la Défense (saison 2)
- Jesse Muhoozi : Isaac Kenyatta, le fils d'Abe et Dariela (saison 3)
- Michael Hogan (VF : Michel Voletti) : Henry Garrison (saison 3)
- Robin Thomas (en) (VF : Gabriel Le Doze) : Max Morgan, le père de Mitch (saison 3)
- Athena Karkanis (VF : Olivia Luccioni) : Abigail Westbrooke (saison 3)
- Hilary Jardine (VF : Caroline Mozzone) : Tessa Williams (saison 3)
- Sophina Brown (VF : Sophie Riffont) : Leanne Ducovny (saison 3)
- Delon de Metz (VF : Jhos Lican) : Sam, le petit ami de Clem (saison 3)

### Invités
- Bess Armstrong (VF : Véronique Augereau) : Docteur Elizabeth Oz (saisons 1 et 2)
- Jayne Atkinson (VF : Josiane Pinson) : Amelia Sage (saisons 1 et 2)
- Warren Christie (VF : Franck Lorrain) : Ray Endicott (saison 1)
- Anastasia Griffith (VF : Laurence Sacquet) : Audra Lewis (saison 1)
- Gonzalo Menendez (VF : Gilduin Tissier) : Gustavo Silva (saison 1, épisodes 5 et 6)
- Michael Scott (VF : Benjamin Gasquet) : Enzo (saison 1, épisodes 5 et 6)
- Yvonne Welch : Gabriela Machado (saison 1, épisodes 5 et 6)
- Hiro Kanagawa (VF : Stéphane Fourreau) : Curtis (saison 2, épisode 5)
- Rebecca Field (VF : Josiane Pinson) : Gwen (saison 2, épisode 5)

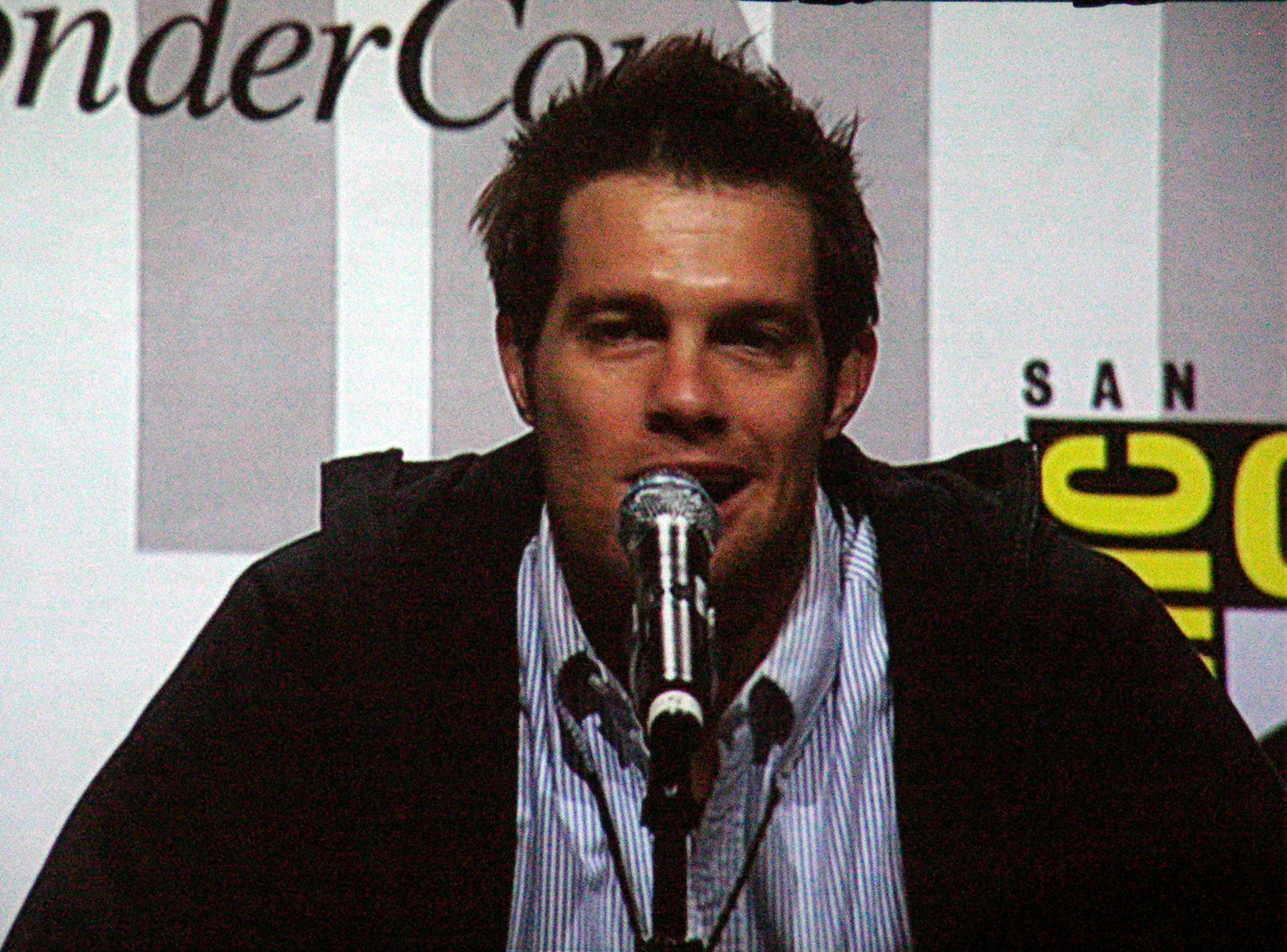
Geoff Stults interprète l'agent Ben Shaffer du FBI.
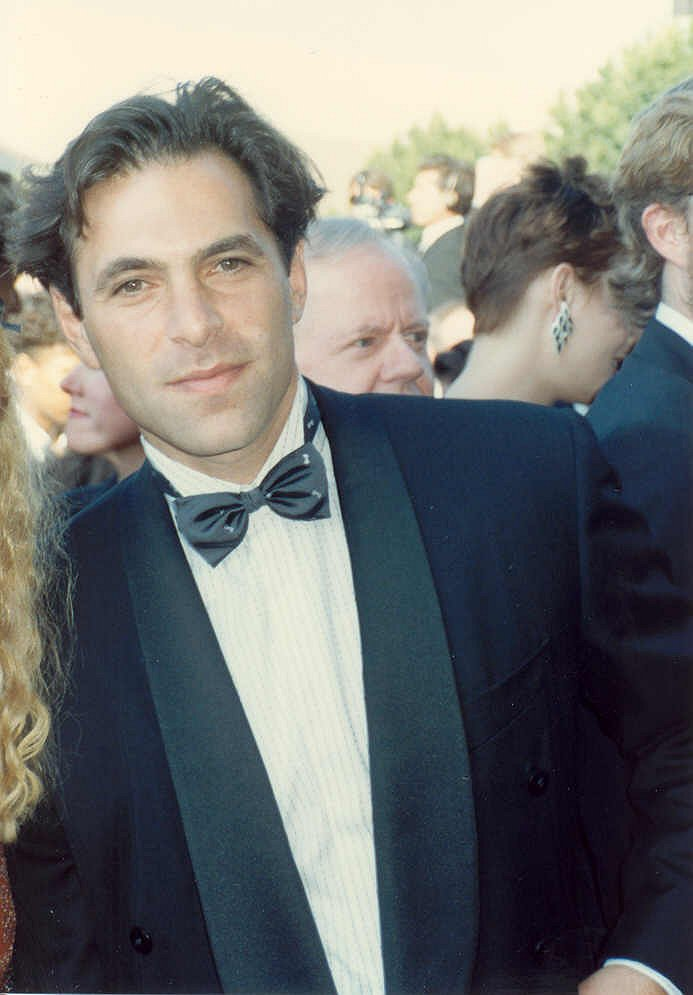
Ken Olin interprète Robert Oz.
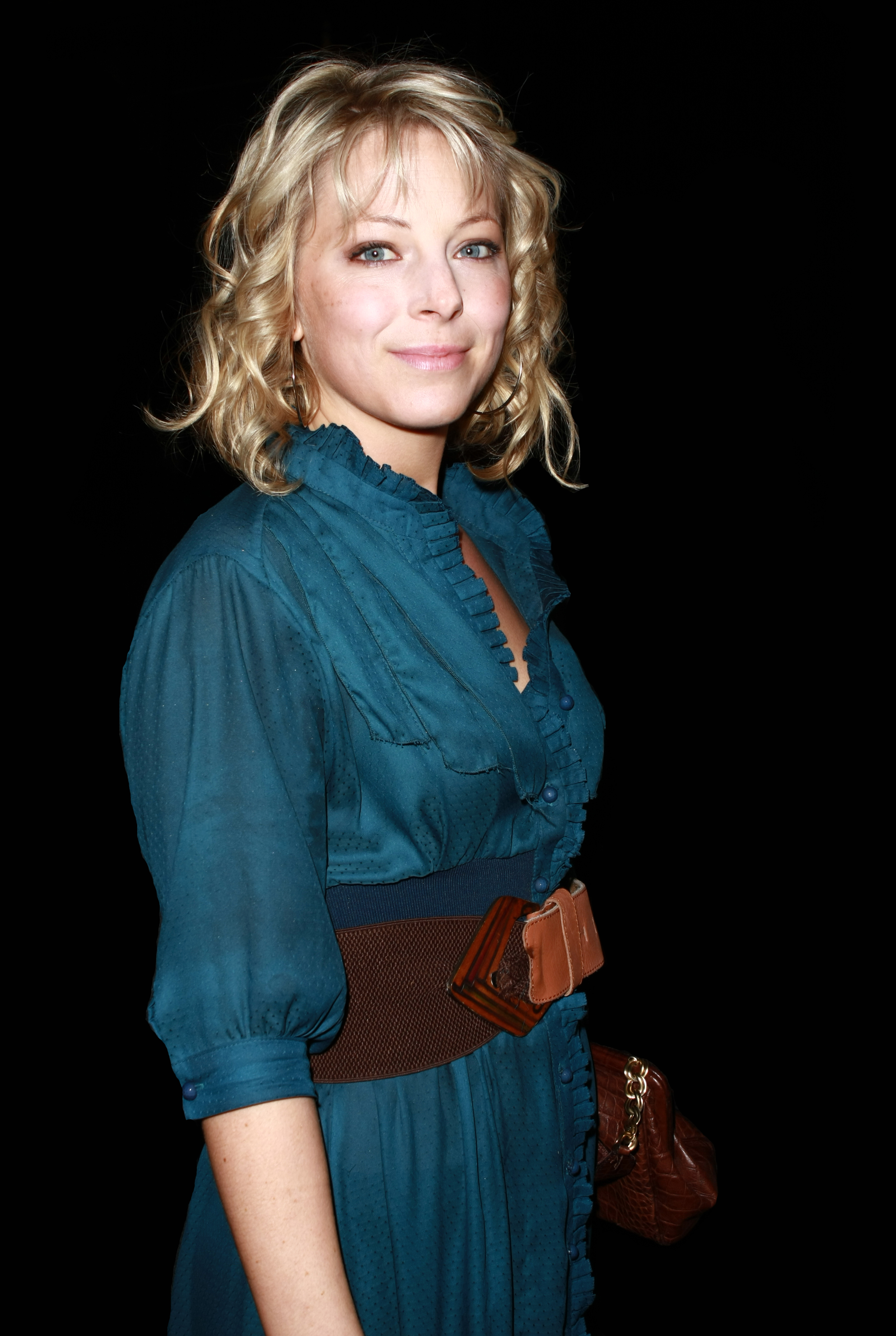
Anastasia Griffith interprète Audra Lewis.
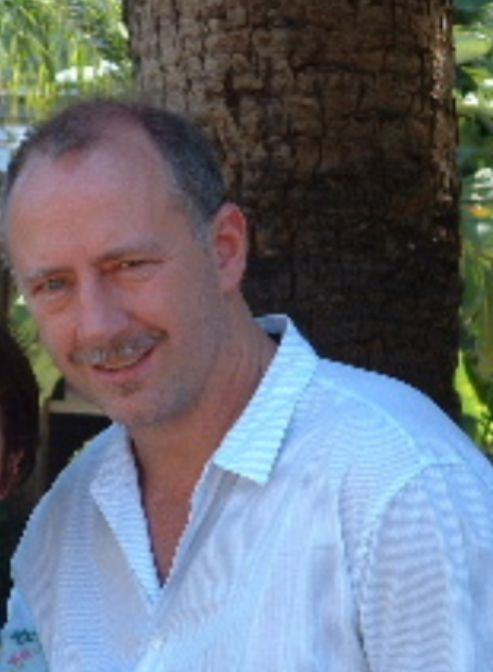
Xander Berkeley interprète Ronnie.
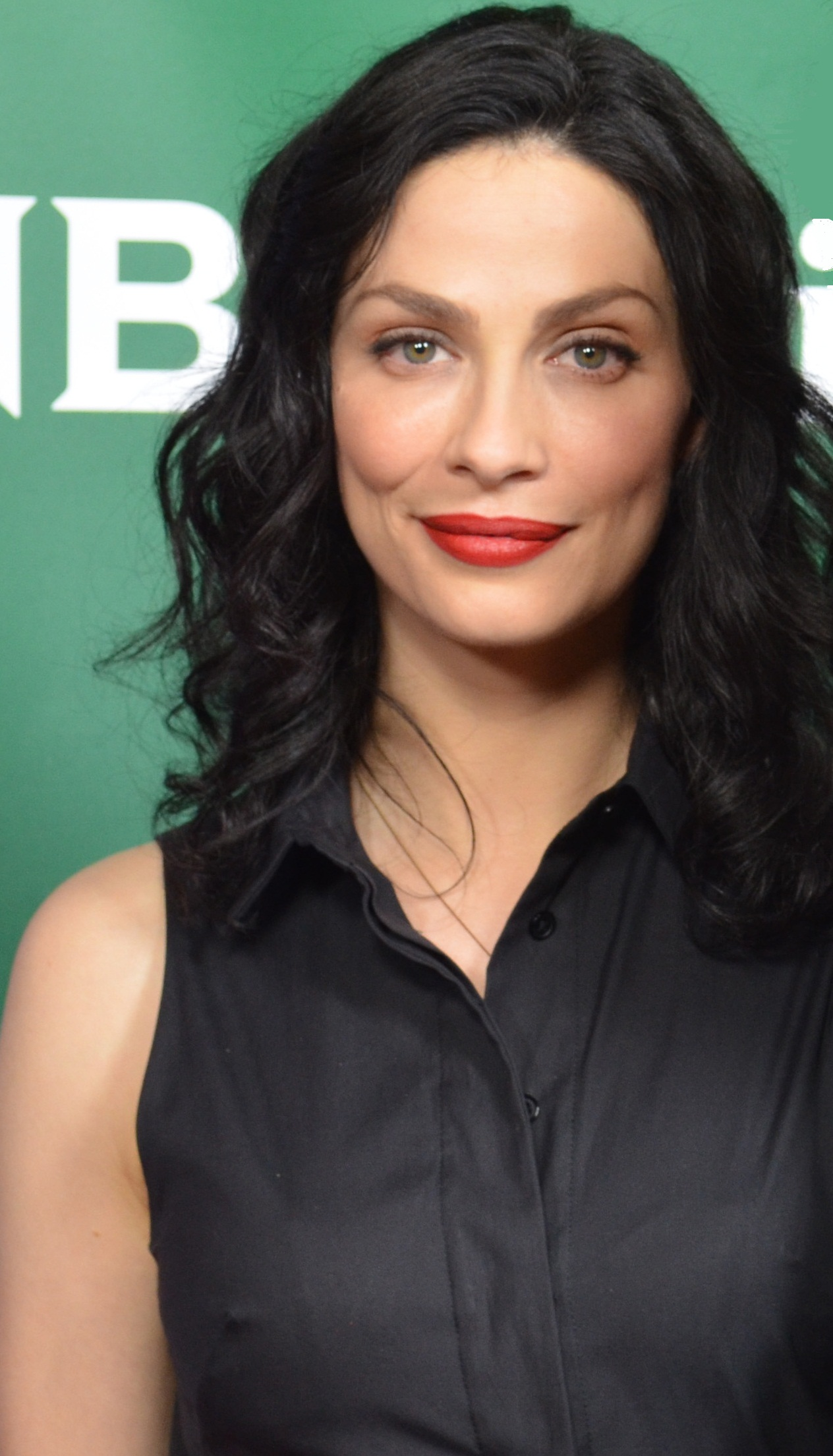
Joanne Kelly interprète Allison.
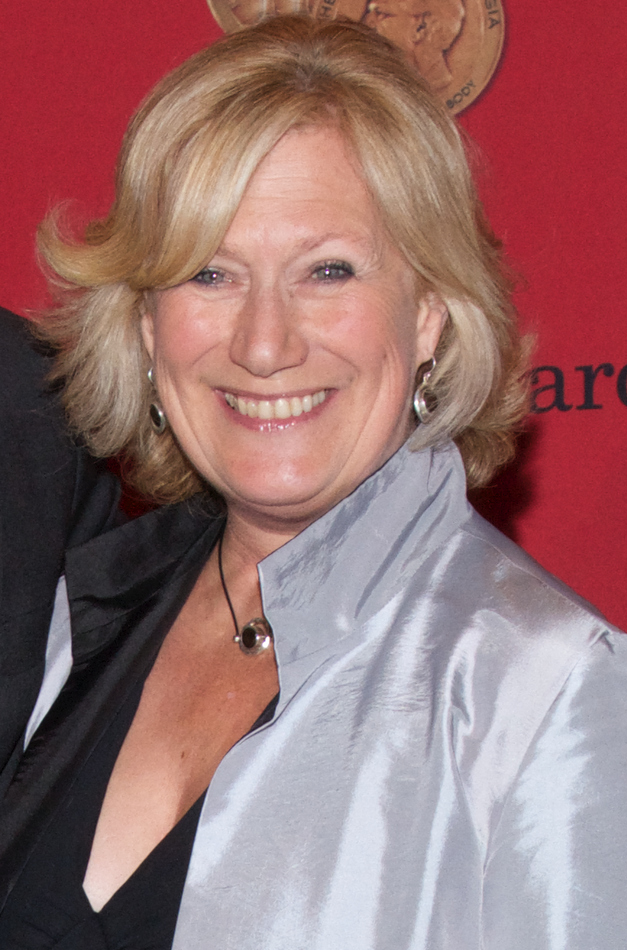
Jayne Atkinson interprète Amelia Sage.

- Version française
  - Société de doublage : Libra Films [7],[8]
  - Direction artistique : Pauline Brunel[8]
  - Adaptation des dialogues : Marie-Isabelle Chigot et Vanessa Bertran

 Source et légende : version française (VF) sur RS Doublage et Doublage Séries Database

## Production

### Développement
Début octobre 2013, le réseau CBS met en chantier l'adaptation du best-seller Zoo de James Patterson. Ensuite le 1er juillet 2014, la chaîne annonce officiellement la commande du projet de série avec une première saison de treize épisodes pour une diffusion à l'été 2015.
Le 26 février 2015, CBS annonce la date de diffusion de la série au 30 juin 2015,.
Le 2 octobre 2015, CBS renouvelle la série pour une deuxième saison de treize épisodes, diffusée à l'été 2016.
Le 10 août 2016, la chaîne CBS a renouvelé la série pour une troisième saison de treize épisodes. La saison sera diffusée à partir du 29 juin 2017.
Le 23 octobre 2017, la chaîne annonce l'annulation de la série après trois saisons à l'antenne à la suite d'une baisse des audiences.

### Casting
Les rôles ont été attribués dans cet ordre : James Wolk et Nora Arnezeder sont annoncés en novembre 2014, puis rejoint en janvier 2015 par Kristen Connolly et Billy Burke.
En février 2015, Geoff Stults rejoint la série dans un rôle récurrent, ensuite rejoint début mars 2015 par Carl Lumbly.
Le 1er mars 2016, Alyssa Diaz et Josh Salatin, rejoignent la distribution principale de la deuxième saison, alors que Joanne Kelly décroche un rôle récurrent.
Pour la troisième saison, Gracie Dzienny est promue à la distribution principale.

### Tournage
Le tournage de la série a débuté en janvier 2015 à La Nouvelle-Orléans, dans l'État de la Louisiane aux États-Unis.
Le tournage de la seconde saison a débuté le 11 février 2016.

### Fiche technique
- Titre original : Zoo
- Création : Josh Appelbaum, Andre Nemec, Jeff Pinkner et Scott Rosenberg d'après le best-seller de James Patterson
- Réalisation : Michael Katleman, Steven A. Adelson, Brad Anderson, Zetna Fuentes, David Grossman, Eric Laneuville, Chris Long, Christine Moore, John Polson, David Solomon, Dean White
- Scénario : Josh Appelbaum, Michael Ledwidge, André Nemec, James Patterson, Jeff Pinkner, Scott Rosenberg, Jay Faerber, Denitria Harris-Lawrence, Carla Kettner, Bryan Oh, Rebekah F. Smith
- Direction artistique : Jaymes Hinkle
- Décors : Lauren Crasco
- Costumes : Caroline B. Marx
- Photographie : Dan Stoloff, Derick V. Undershultz, Anette Haellmigk
- Montage : Mark S. Manos, Harry B. Miller III, Jan Northrop
- Musique : John Carpenter (Générique), Chris Tilton
- Casting : Donna Rosenstein, Dalex Miller, Marlo Tiede, Ron Digman, Juliette Ménager
- Production exécutive : Josh Appelbaum, Steve Bowen, Leopoldo Gout, Michael Katleman, Kathy Konrad, James Mangold, André Nemec, James Patterson, Jeff Pinkner, Bill Robinson, Scott Rosenberg, Brad Anderson
- Société de production : CBS, James Patterson Entertainment et Treeline Films
- Société de distribution : CBS
- Pays d'origine :  États-Unis
- Langue originale : anglais
- Format : couleur - 1,78:1 - son Dolby Digital
- Genre : Drame
- Durée : 39 x 42 minutes

 Sauf indication contraire, les informations mentionnées dans cette section peuvent être confirmées par la base de données cinématographiques IMDb,  présente dans la section « Liens externes ».

## Épisodes

### Première saison (2015)
1. Dans la gueule du lion (Pilot)
2. Lâchez les chiens (Fight or Flight)
3. Le Chef de meute (The Silence of the Cicadas)
4. Un froid de loup (Pack Mentality)
5. Nuée sur Rio (Blame It on Leo)
6. Mauvais œil (This Is What It Sounds Like)
7. Chasse à l'ours (Sleuths)
8. Les Rats quittent le navire (The Cheese Stands Alone)
9. Oiseaux de malheur (Murmuration)
10. Une visite au zoo (Emotional Contagion)
11. Les Nuits fauves (Eats, Shoots and Leaves)
12. Tous crocs dehors (Wild Things)
13. La Horde (That Great a Big Hill of Hope)

### Deuxième saison (2016)
Elle a été diffusée du 28 juin au 6 septembre 2016.
1. Phase 2 (The Day of the Beast)
2. Théorie de l'évolution (Caraquet)
3. Des fourmis et des hommes (Collision Point)
4. Au bout du tunnel (The Walls of Jericho)
5. Le Venin du serpent (The Moon and the Star)
6. Le Gène fantôme (Sex, Lies and Jellyfish)
7. Retour en arrière (Jamie's Got a Gun)
8. En plein vol (Zero Sum)
9. Tel père, tel fils (Sins of the Father)
10. Péché originel (The Yellow Brick Road)
11. Instinct primaire (The Contingency)
12. Le Paradis perdu (Pangaea)
13. Le Monde de demain (Clementine)

### Troisième saison (2017)
Cette saison de treize épisodes a été diffusée du 29 juin au 21 septembre 2017.
1. Dix ans après la fin du monde (No Place Like Home)
2. La Diaspora bleue (Diaspora)
3. Le temps s'enfuit (Ten Years Gone)
4. Vers le nouveau monde (Welcome to the Terra Dome)
5. Chaleur volcanique (Drop it Like it's Hot)
6. Le Sacrifice d'Oz (Oz is Oz)
7. À l'abri des regards (Wham, Bam, Thank You Sam)
8. Docteur Morgan et Monsieur Ducan (Stakes on a Plane)
9. La Forêt noire (The Black Forest)
10. Vol au dessus d'un nid d'hybrides (Once Upon a Time in the Nest)
11. Naissance (Cradles and Graves)
12. La face cachée (West Side Story)
13. Au-delà du mur (The Barrier)

## Autour de la série

### Différences entre la série et le roman
La série ne suit pas la trame du roman original de James Patterson et Michael Ledwidge. Les personnages de Jamie Campbell et de Mitch Morgan n'existent pas dans le livre, et Abraham (qui est très différent) ne survit pas à l'attaque des lions au Botswana. Seuls Jackson et Chloé tentent de découvrir la vérité sur le changement de comportement des animaux. Dans le roman, Jackson vit dans un appartement aux États-Unis avec un chimpanzé apprivoisé, Attila, qui deviendra mortellement dangereux et incontrôlable en son absence ; cette sous-intrigue n'apparaît pas dans la série.
James Patterson a déclaré lors d'une interview avoir donné son autorisation pour que les événements de la série ne rejoignent pas ceux de son roman.

## DVD (France)
- L'intégrale de la saison 1 est sortie en coffret 4 DVD Keep Case le 4 octobre 2016 chez Paramount Pictures au format 1.78:1 panoramique 16/9 compatible 4/3 en Français, Allemand, Italien et Espagnol 2.0 et en Anglais 5.1 avec sous-titres en Français, Anglais, Allemands, Italiens, Espagnols et Néerlandais. De nombreux bonus sur la production sont présents : Making of de la saison 1, trois featurettes, les effets visuels de la série, Zoo au Comic Con, bêtisier "Les animaux du Zoo"[28].
- L'intégrale de la saison 2 est sortie en coffret 4 DVD Keep Case le 13 mars 2018 chez Paramount Pictures au format 1.78:1 panoramique 16/9 compatible 4/3 en Français et Allemand 2.0 et en anglais 5.1 avec sous-titres en Français, Anglais et Allemands. De nombreux bonus sur la production sont présents : scènes coupées (12 minutes), aperçu de la seconde saison (22 minutes), featurette Bienvenue à l'oiseau (5 minutes) et un bêtisier[29].